# Emmetia angusticollella
Emmetia angusticollella là một loài bướm đêm thuộc họ Tischeriidae. Nó được tìm thấy ở hầu hết châu Âu.
Ấu trùng ăn các loài Rosa.

## Hình ảnh

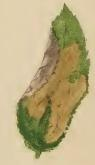
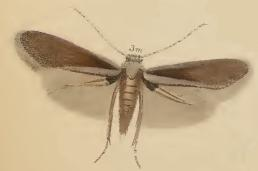